# 4572 Браге
4572 Браге (4572 Brage) — астероїд головного поясу, відкритий 8 вересня 1986 року.
Тіссеранів параметр щодо Юпітера — 3,370.